# Czerna, Voivodia da Pequena Polônia

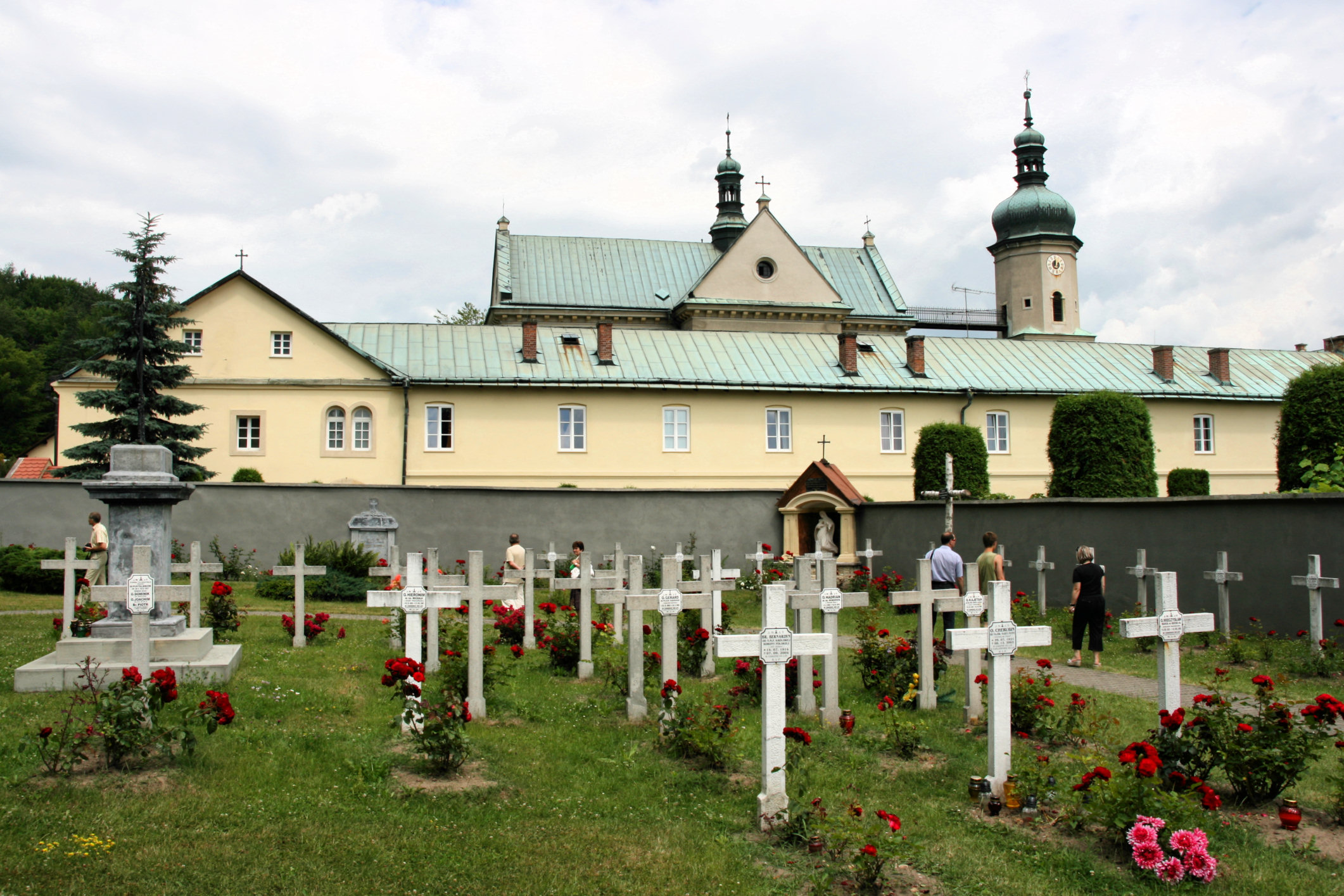
Mosteiro dos Carmelitas Descalços em Czerna

Czerna [ˈt͡ʂɛrna] é uma vila no distrito administrativo de Gmina Krzeszowice, dentro Condado de Cracóvia, Pequena Polónia, no sul da Polônia. Fica a aproximadamente 5 quilômetros (3 mi) ao norte de Krzeszowice e 26 quilômetros (16 mi) a noroeste da capital regional Cracóvia. A vila está localizada na região histórica da Galiza.
A vila tem uma população de 1.252 habitantes.